# Västra Låssby
Västra Låssby är en bebyggelse i stadsdelen Björlanda (Björlanda socken) Göteborgs kommun, Västra Götalands län.
Området avgränsades före 2015 till en småort för att därefter räknas som en del av tätorten Torslanda.